# Uông Bí
Uông Bí ist eine Stadt in der Provinz Quảng Ninh in Vietnam. Sie liegt im Norden des Landes. Die Provinzstadt Uông Bí hatte 2019 eine Einwohnerzahl von 120.982. Die Stadt verfügt seit 2011 über das Stadtrecht und besitzt den Status einer Provinzstadt der 2. Klasse.

## Verwaltung
Die Stadt besteht aus 9 Bezirken:
- Phương Nam
- Phương Đông
- Yên Thanh
- Nam Khê
- Quang Trung
- Trưng Vương
- Thanh Sơn
- Bắc Sơn
- Vàng Danh

und 2 Gemeinden:
- Thượng Yên Công
- Điền Công

## Verkehr
Durch das Stadtgebiet führten um 1925 mehrere Feldbahnen vom Sông Đá Bạch zu den Kohlebergwerken der Đông Triều-Kette.

## Galerie

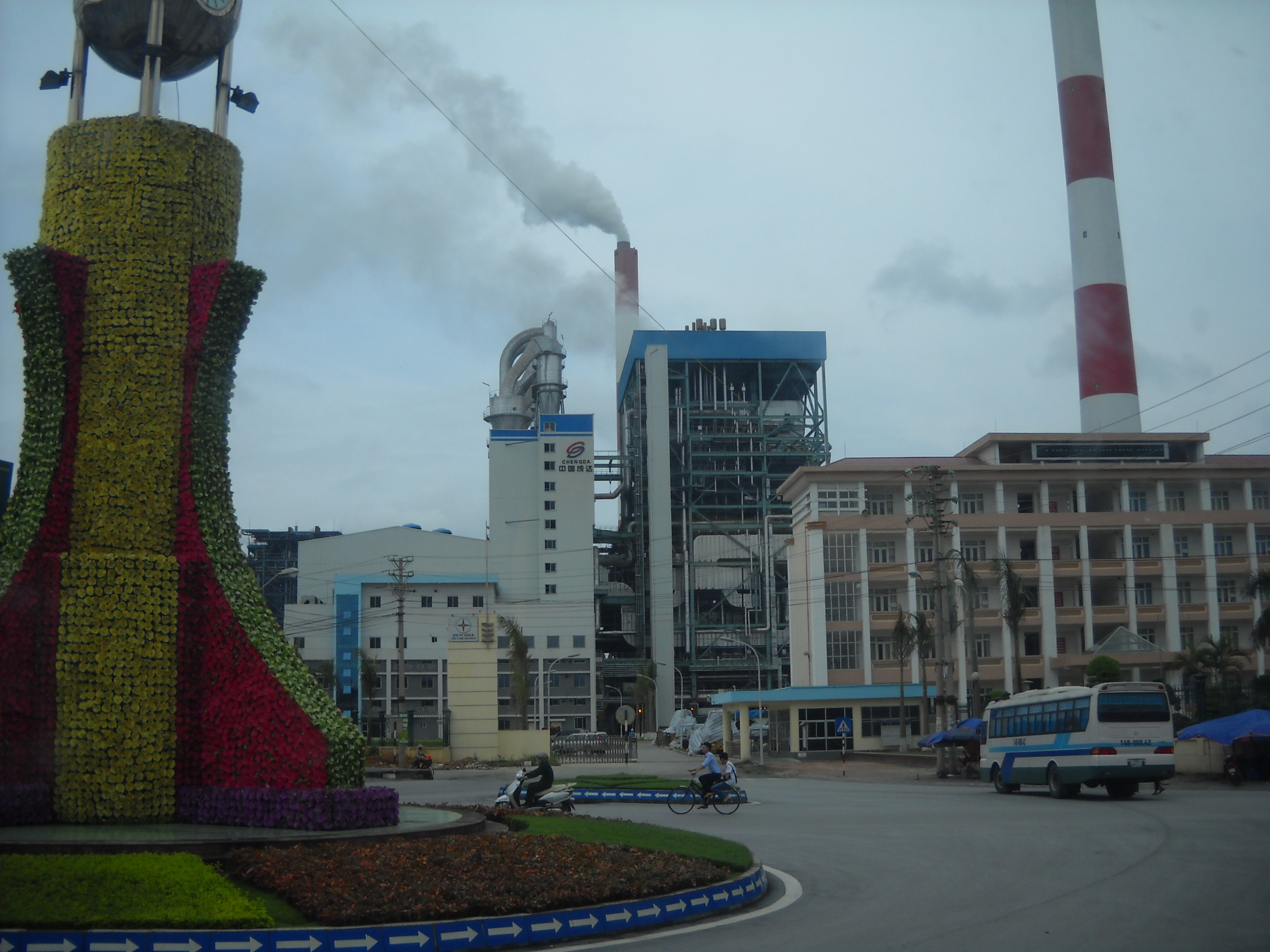
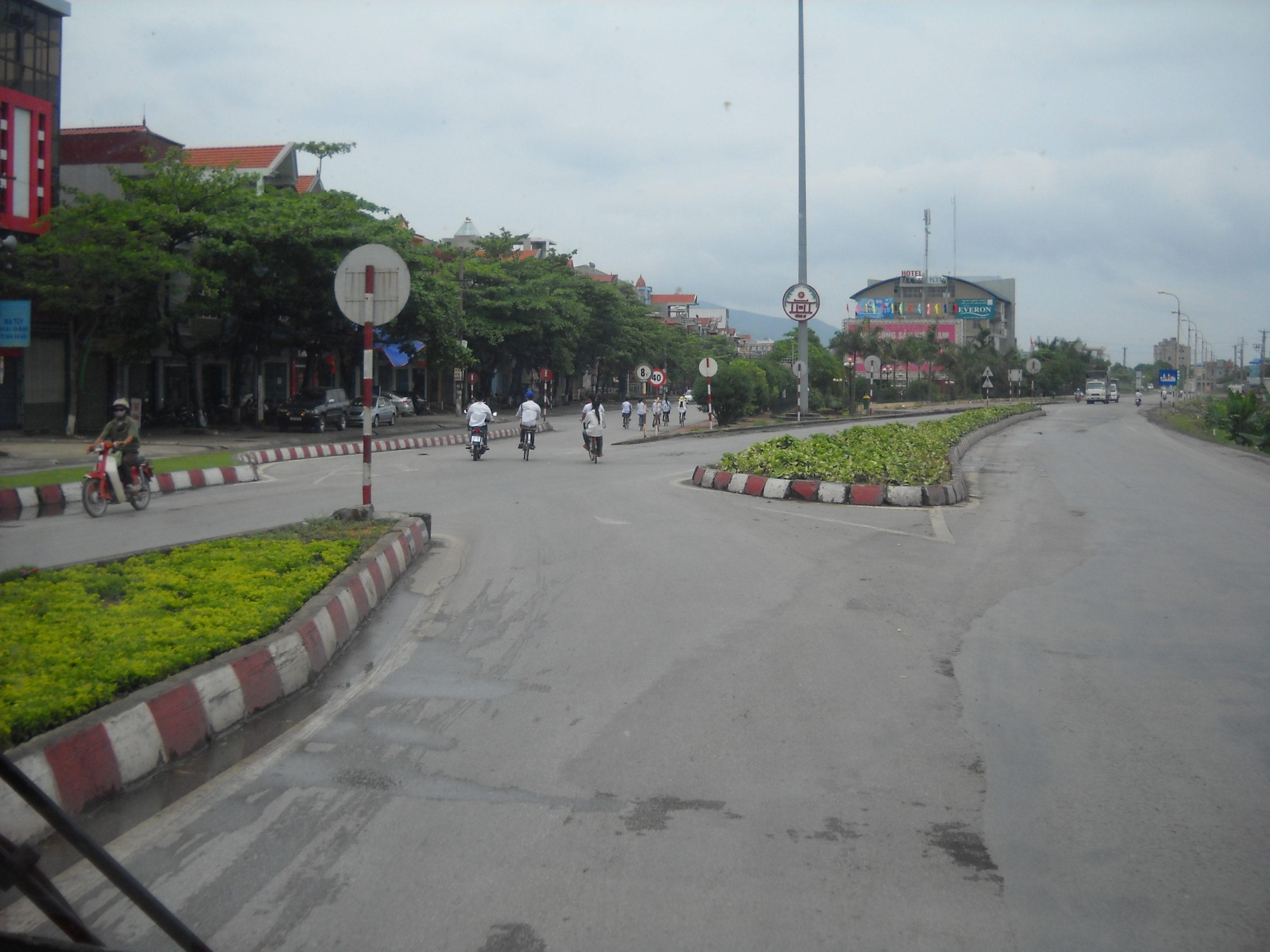